# Női 4 × 5 km-es sífutóváltó az 1994. évi téli olimpiai játékokon
Az 1994. évi téli olimpiai játékokon a sífutás női 4 × 5 km-es váltó versenyszámát február 21-én rendezték a Birkebeineren Stadionban. Az aranyérmet az orosz váltó nyerte meg. A versenyszámban nem vett részt magyar csapat.

## Végeredmény
Az időeredmények másodpercben értendők.
| Helyezés | Csapat | Idő                                       |
| -------- | --- | ----------------------------------------- |
| Arany    | Oroszország (RUS) · Jelena Välbe · Larisza Lazutyina · Nyina Gavriljuk · Ljubov Jegorova                     | 57:12,5 15:05,4 14:47,4 13:58,7 13:21,0   |
| Ezüst    | Norvégia (NOR) · Trude Dybendahl-Hartz · Inger Helene Nybråten · Elin Nilsen · Anita Moen-Guidon             | 57:42,6 15:13,4 14:31,6 14:05,5 13:52,1   |
| Bronz    | Olaszország (ITA) · Bice Vanzetta · Manuela Di Centa · Gabriella Paruzzi · Stefania Belmondo                 | 58:42,6 15:58,6 14:29,2 14:38,0 13:36,8   |
| 4.       | Finnország (FIN) · Pirkko Määttä · Marja-Liisa Kirvesniemi · Merja Lahtinen · Marjut Rolig                   | 59:15,9 15:20,1 14:41,0 14:40,8 14:34,0   |
| 5.       | Svájc (SUI) · Sylvia Honegger · Silke Braun-Schwager · Barbara Mettler · Brigitte Albrecht-Loretan           | 1:00:05,1 15:14,9 15:50,4 14:35,2 14:24,6 |
| 6.       | Svédország (SWE) · Anna Frithioff · Marie-Helene Westin-Östlund · Anna-Lena Fritzon · Antonina Ordina        | 1:00:05,8 15:42,7 15:14,5 15:03,8 14:04,8 |
| 7.       | Szlovákia (SVK) · Lubomíra Balážová · Jaroslava Bukvajová · Tatiana Kutlíková · Alžbeta Havrančíková         | 1:01:00,2 15:14,3 16:01,6 15:37,2 14:07,1 |
| 8.       | Lengyelország (POL) · Mićhalina Maciuszek · Małgorzata Ruchała · Dorota Kwaśny · Bernadetta Bocek-Piotrowska | 1:01:13,2 16:15,9 15:50,5 14:49,6 14:17,2 |
| 9.       | Csehország (CZE) · Martina Vondrová · Iveta Zelingerová · Kateřina Neumannová · Lucie Chroustovská           | 1:02:02,1 16:39,6 16:05,0 14:08,0 15:09,5 |
| 10.      | Egyesült Államok (USA) · Laura Wilson · Nina Kemppel · Laura McCabe · Leslie Thompson                        | 1:02:28,4 16:16,1 16:14,8 15:31,3 14:26,2 |
| 11.      | Franciaország (FRA) · Carole Stanisière · Sylvie Giry-Rousset · Sophie Villeneuve · Élisabeth Tardy          | 1:02:28,6 16:24,8 16:37,9 14:20,8 15:05,1 |
| 12.      | Észtország (EST) · Kristina Šmigun · Cristel Vahtra · Silja Suija · Piret Niglas                             | 1:02:32,4 15:42,8 15:53,0 16:17,6 14:39,0 |
| 13.      | Kazahsztán (KAZ) · Natalja Stajmec · Jelena Csernyecova · Okszana Kotova · Jelena Vologyina                  | 1:03:13,0 16:23,7 15:53,8 15:45,3 15:10,2 |
| 14.      | Fehéroroszország (BLR) · Alena Piirajnyen · Szvjatlana Kamockaja · Ljudmila Dideleva · Alena Szinykevics     | 1:04:25,8 17:12,5 16:20,0 15:32,8 15:20,5 |